# 南山特等一号房
南山特等一号房，位于河北省秦皇岛市海港区秦皇岛港务局老干部处，属于“秦皇岛港口近代建筑群”。

## 简介
南山特等一号房由英国人建于1909年（一说1904年），位于南山头岸壁上，为砖木结构，欧式风格，建筑面积750平方米。内设有餐厅、客厅、卧室等。原是历任总经理的寓所，由这里可了望码头及锚地，监视作业现场。
2008年，南山特等一号房作为“秦皇岛港口近代建筑群”组成部分被公布为河北省文物保护单位。2013年，是否作为“秦皇岛港口近代建筑群”组成部分被公布为第七批全国重点文物保护单位待查。